# Maksim Piestuszko
Maksim Wiktorowicz Piestuszko (ros. Максим Викторович Пестушко; ur. 9 lutego 1985 w Nabierieżnych Czełnach) – rosyjski hokeista, reprezentant Rosji.

## Kariera
- Nieftiechimik Niżniekamsk (2001-2005)
- Nieftiechimik Niżniekamsk (2003-2008)
- Dinamo Moskwa (2008-2009)
- Nieftiechimik Niżniekamsk (2009-2013)
- Dinamo Moskwa (2013-2016)
- Awangard Omsk (2016-2017)
- Jugra Chanty-Mansyjsk (2017-2018)
- Dinamo Moskwa (2018)
- Siewierstal Czerepowiec (2018)
- Bars Kazań (2018-)

Wychowanek i do 2013 zawodnik Nieftiechimika Niżniekamsk. W sezonie KHL (2008/2009) i krótkotrwale w kolejnym do października 2009 zawodnik Dinama Moskwa. Następnie ponownie w klubie Nieftiechimika. Od 2011 do stycznia 2013 kapitan drużyny. Od 1 maja 2013 ponownie zawodnik Dinama Moskwa (w toku wymiany za Dienisa Tołpieko). W lutym 2014 przedłużył kontrakt o dwa lata. Od maja 2016 do lipca zawodnik Awangardu Omsk. Od końca sierpnia 2017 zawodnik Jugry Chanty-Mansyjsk. W pierwszej fazie sezonu KHL (2018/2019) grał w Dinamie Moskwa i Siewierstali Czerepowiec. Pod koniec grudnia 2018 został zawodnikiem Ak Barsu Kazań. Od tego czasu występował w klubie farmerskim, Bars Kazań w lidze WHL.

## Sukcesy i wyróżnienia
Klubowe
- Srebrny medal mistrzostw Rosji: 2009 z Dinamem Moskwa
- Puchar Spenglera: 2008 z Dinamem Moskwa

Indywidualne
- KHL (2011/2012):
  - Czwarte miejsce w klasyfikacji strzelców w sezonie zasadniczym: 24 gole
- KHL (2013/2014):
  - Najlepszy napastnik miesiąca - wrzesień 2013